# Sovětská válka v Afghánistánu
Sovětská válka v Afghánistánu byl významný konflikt studené války probíhající v letech 1979–1989 mezi sovětskými intervenčními jednotkami spolu s afghánskou komunistickou vládou a mezinárodními povstaleckými skupinami mudžáhedínů. Povstalci byli trénováni v sousedním Pákistánu a Číně, zároveň byli podporováni pomocí v hodnotě miliard dolarů ze Spojených států amerických (operace Cyclone), Saúdské Arábie, Spojeného království a dalších zemí. Desetiletí trvající konflikt způsobil exodus jednoho milionu Afghánců do Pákistánu a Íránu. V důsledku konfliktu byly zabity statisíce afghánských civilistů.
Vzhledem k vysokým lidským i materiálním nákladům, které nakonec nevedly k úspěšnému konci z hlediska Sovětského svazu, je také označována jako sovětský Vietnam. Tento vojenský neúspěch je někdy zmiňován jako jeden z podstatných faktorů v rozpadu sovětské moci a následného kolapsu SSSR v roce 1991. Občanská válka v Afghánistánu pokračovala i po stažení sovětských vojsk, v roce 1992 vedla ke svržení komunistické vlády a nastolení islámského státu, který byl roku 1996 vystřídán vládou hnutí Tálibán.

## Průběh

### Předehra
Většina afghánských důstojníků, ale i techniků se školila v Sovětském svazu a byla silně indoktrinována marxismem-leninismem. Po nástupu socialistického režimu začala vláda radikální reformy (zejména přerozdělení půdy a kolektivizaci) prosazovat násilím. Proti tomu se zvedla vlna lidového odporu, která se projevovala lokálními útoky na místní orgány státní správy a vzpourami vojenských posádek. Jednalo se o lokální konflikty, které byly průběžně silou potlačovány. Šlo o útoky chaotické a nekoordinované, protože jednotlivé skupiny a kmeny v opozici vedly boje i mezi sebou. Přesto kábulské vlády neustále žádaly SSSR o vojenskou pomoc při každém podobném útoku. Několikrát bylo i vyhověno, avšak skrytě, jednotkami maskovanými za technické specialisty, nebo poradce. Proto i kontingent, který přistál 25. prosince 1979 v Kábulu, byl považován za součást této pomoci a nikomu to tedy nepřišlo podivné.

### Sovětská okupace

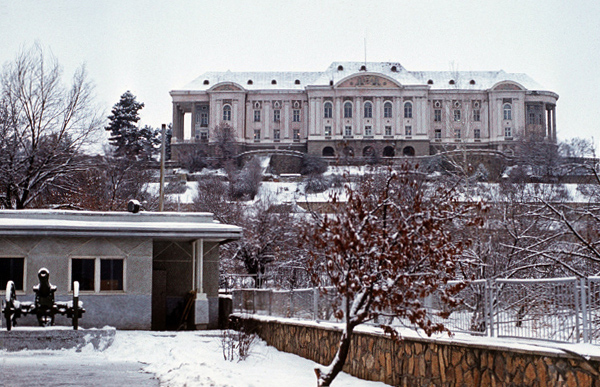
Prezidentský palác u Kábulu, velitelství 40. sovětské armády v roce 1987 a místo, kde byl zabit Amín

Invaze Sovětské armády se uskutečnila v prosinci 1979 pod záminkou údajné žádosti afghánských vládních představitelů a na základě dřívější sovětsko-afghánské Dohody o spolupráci, přátelství a dobrém sousedství. Především se však jednalo o přímou reakci na vyzbrojování mudžahedinů ze strany USA, které začalo od července 1979. Toto potvrdil i přímo poradce prezidentů USA Brzezinsky (How Jimmy Carter and I Started the Mujahideen). Sovětský svaz považoval za nutné chránit si svoji jižní hranici.
Kromě toho šlo mj. o sektářské boje uvnitř vládnoucí marxistické Lidově-demokratické strany Afghánistánu a úspěchy islamistických povstalců podporovaných Pákistánem, které ohrožovaly zájmy SSSR v oblasti. V sovětském vedení panoval také strach z šíření islámského fundamentalismu do muslimských středoasijských republik SSSR. Intervenci prosazoval tehdejší šéf KGB Jurij Andropov, Michail Andrejevič Suslov a ministr obrany Dmitrij Fjodorovič Ustinov. Intervence měla původně podpořit nového prezidenta Hafizulláha Amína, který sesadil a zavraždil svého předchůdce Tarakiho. Na poslední chvíli ale politbyro změnilo názor a rozhodlo se Amína odstranit.
Na samém počátku Operace Bouře 333 dobyly sovětské speciální jednotky prezidentský palác, zastřelily prezidenta Amína a na jeho místo byl rozhodnutím sovětského politbyra dosazen dosavadní velvyslanec v Československu Babrak Karmal. Operace ale prošla mnoha chybami a několik agentů KGB i Specnaz zemřelo, včetně Grigorije Bojarinova, jednoho z velitelů operace, jehož kvůli omylu zabili jeho vlastní lidé.[zdroj?]

## Boje 1980–1989

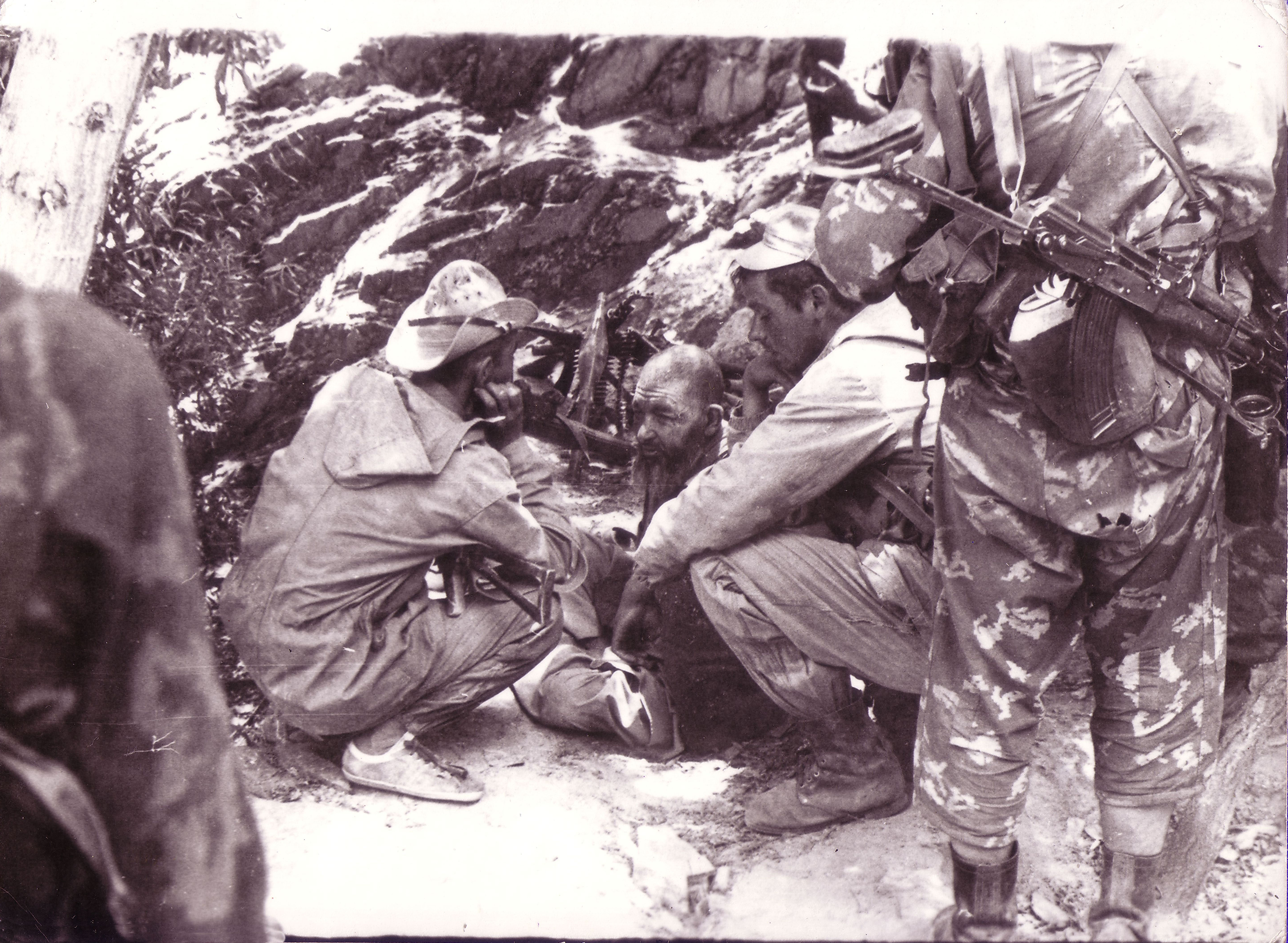
Specnaz vyslýchají zajatého mudžáhida, v pozadí útočné pušky AKM a pancéřovka RPG-7 sovětské provinience.

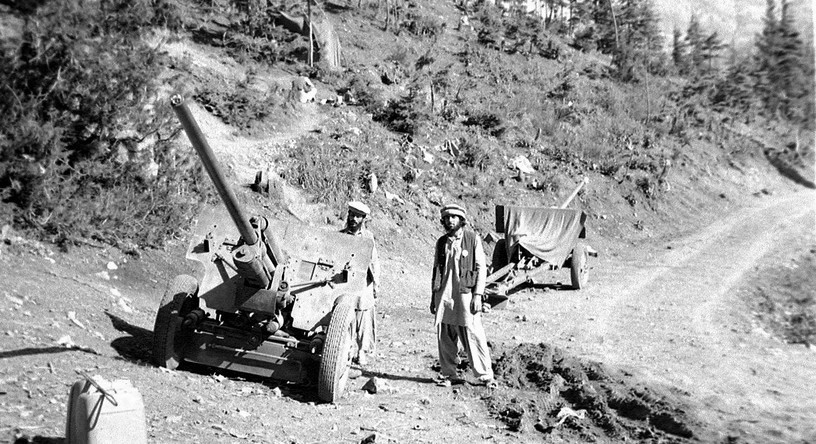
Mudžáhidi s ukořistěnými sovětskými kanóny, 1984.

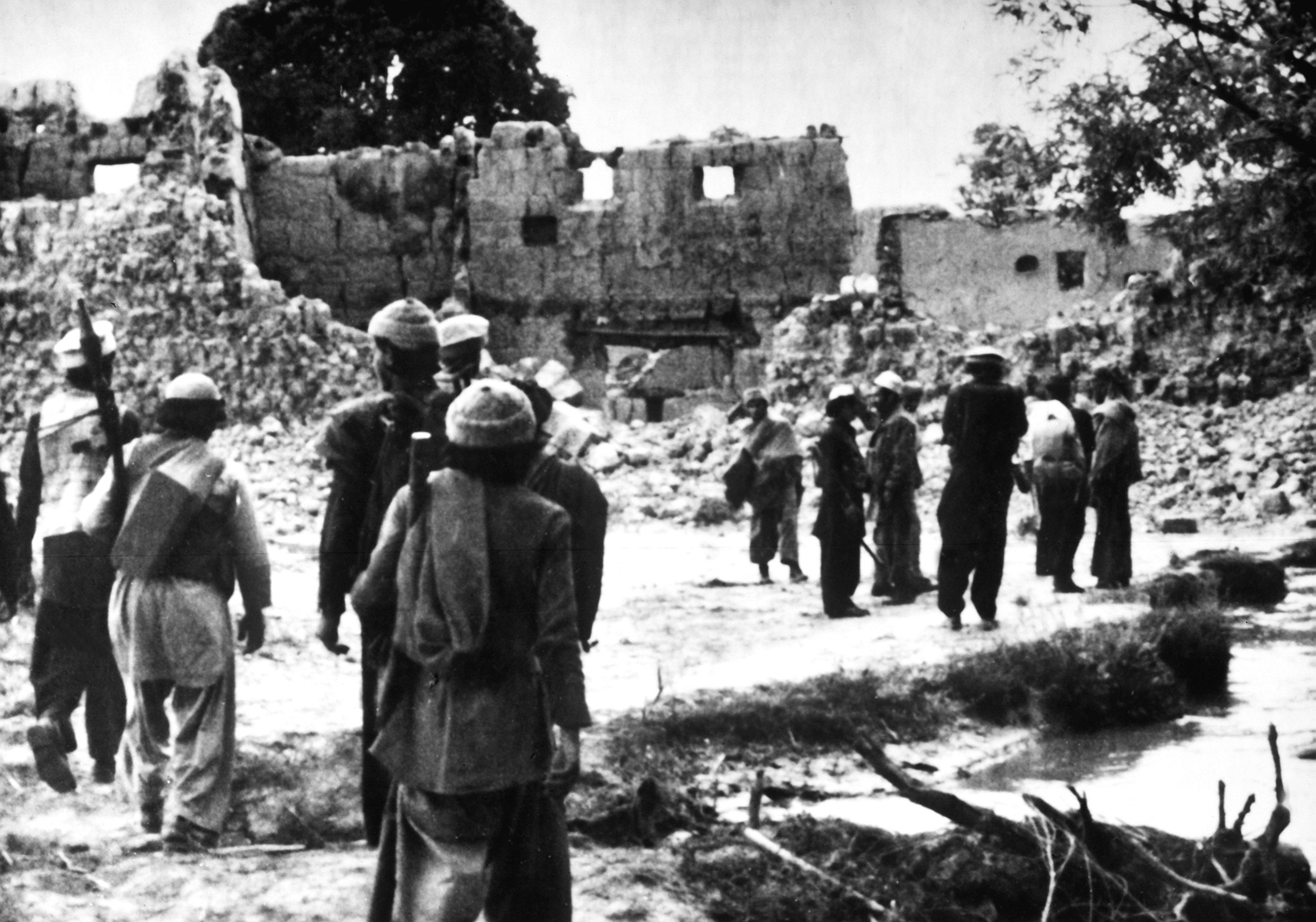
Zničená vesnice v Afghánistánu

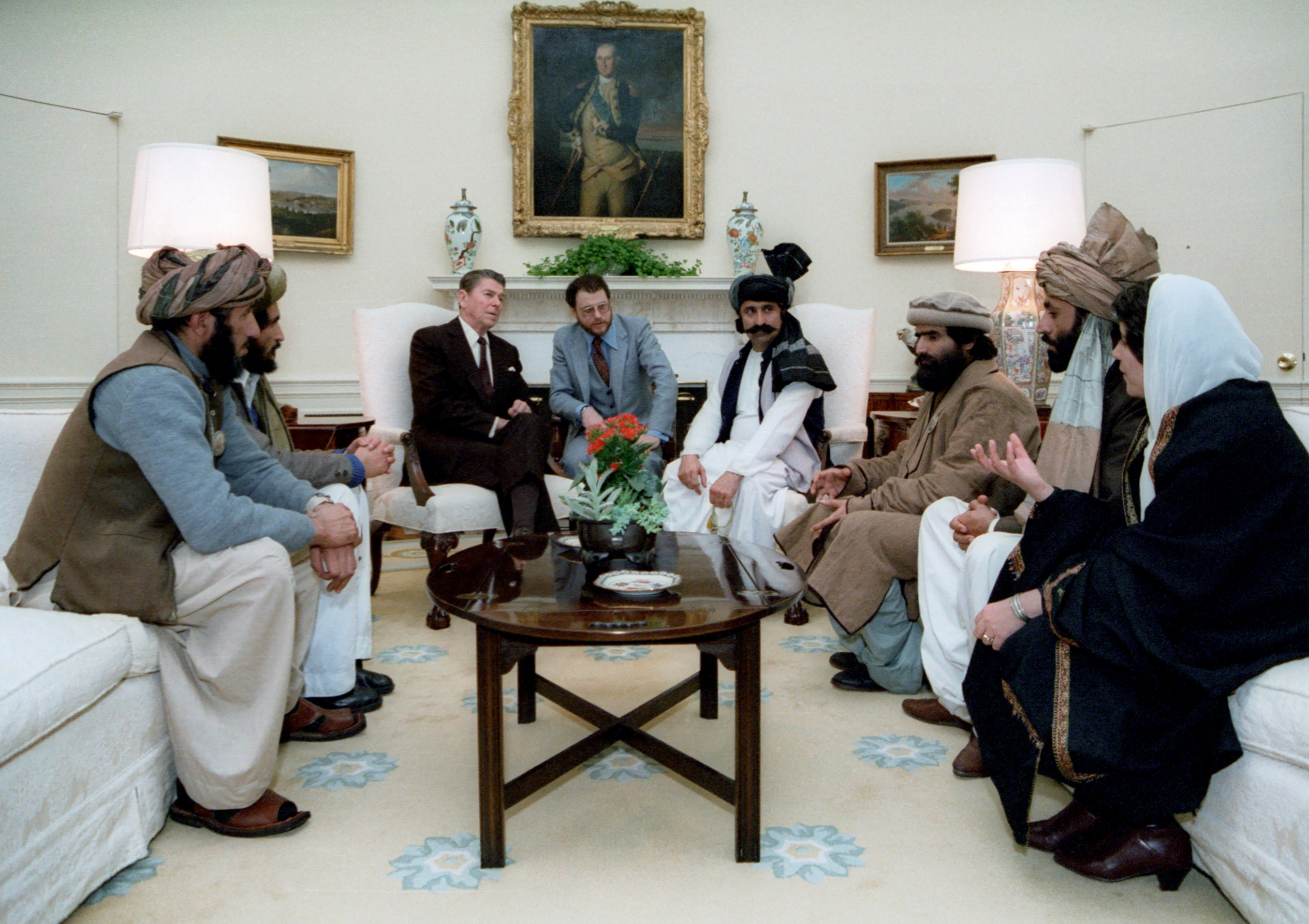
Americký prezident Ronald Reagan se v roce 1983 setkal v Bílém domě s afghánskými mudžahedíny

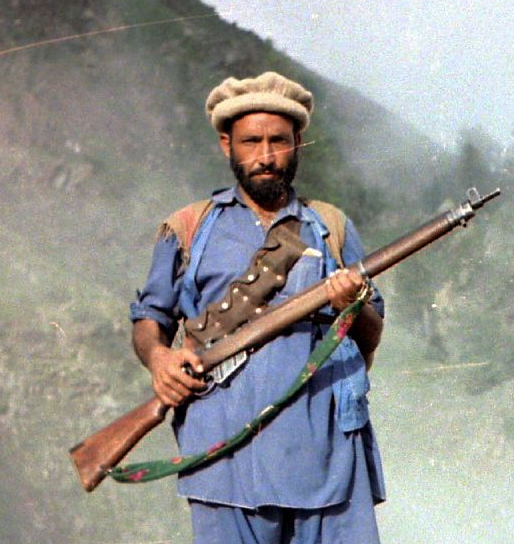
Mudžáhid se zastaralou puškou Lee-Enfield, zavedenou do výzbroje britské armády počátkem 20. století.

Na afghánské území postupně v průběhu ledna 1980 přišlo asi 80 000 sovětských vojáků. První fáze sovětské intervence spočívala v bojích proti různým frakcím opozičních vojsk. Sovětská vojska pronikla do země dvěma cestami přes Kušku a Termiz a leteckým mostem přímo do Kábulu. Sovětská vojska rychle obsadila větší města, vojenské základny, strategické stavby v zemi a nejdůležitější silnice. Příjezd intervenčních vojsk vůbec neměl za následek pacifikaci rozhárané afghánské společnosti. Právě naopak vyvolal vlnu odporu, která pomohla rozšířit a sjednotit řady rebelů. Mudžáhidové postupně začali klást odpor, i když se zpočátku soustředili pouze na vlastní přežití.
I Babrak Karmal si uvědomoval, že příchod vojsk způsobil nárůst nepokojů, a žádal, aby 40. armáda přikročila k potlačení vzbouřenců, protože na afghánskou armádu se už nemohl spolehnout. Sovětští vojáci byli zatažení do bojů proti městským povstáním, domorodým armádám (tzv. laškar) a někdy i proti vzbouřeným jednotkám afghánské armády. Opoziční síly zpočátku nejčastěji bojovaly otevřeně, a tak s nimi sovětské letectvo a dělostřelectvo nemělo těžkou práci. Tento stav se však postupně změnil.
Sovětské síly tak byly zataženy do konfliktu omezeného rozsahu s nejasnými vyhlídkami na konec. Morálka a podpora mudžahedínů postupně narůstala, zatímco domácí kritika konfliktu v Sovětském svazu narůstala.
V 80. letech získali afghánští mudžáhidi podporu USA, Pákistánu, Saúdské Arábie, Spojeného království a Číny. Kromě potravin a dopravních prostředků poskytovali spojenci mudžáhidům i zbraně. Pro pokrytí pomoci nakupovali zbraně ve třetích zemích, mezi jiným i v Československu.[zdroj⁠?!] CIA se také podílela na školení mudžahedínů v partyzánském způsobu boje. V pozdější fázi války dodala CIA partyzánům i výkonné protiletadlové raketové komplety země-vzduch FIM-92 Stinger, které do značné míry snížily sovětskou výhodu v letecké převaze a přispěly k vysokým ztrátám vrtulníků a dopravních letadel.

## Po stažení

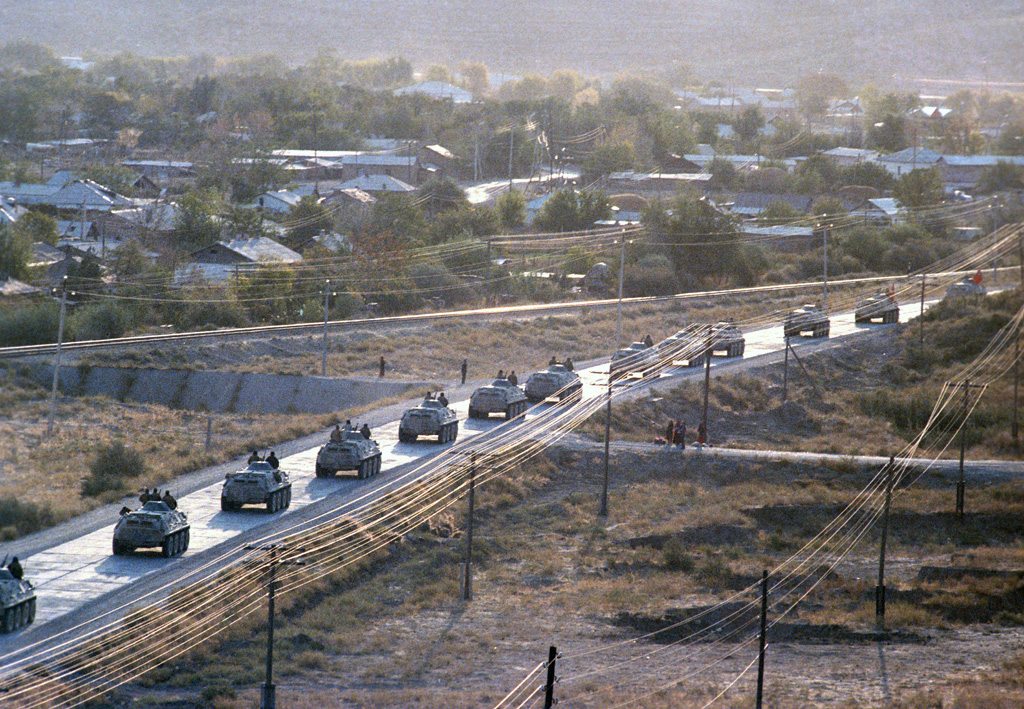
Stahující se sovětské transportéry BTR

Vyjednávání OSN o stažení vojsk z Afghánistánu začala po nástupu Gorbačova v dubnu 1988 na půdě OSN. Plán počítal s odsunem vojsk v průběhu 10 měsíců. Sovětská vojska v počtu asi 115 000 mužů se ze země stáhla 15. února 1989 na základě mezinárodních dohod na konci osmdesátých let 20. století. Přispělo k tomu i blokování vývozu obilí do SSSR z USA. Oficiální ztráty Sovětského svazu ve válce představují 14 453 mrtvých a 312 zajatých nebo nezvěstných, odhady mluví až o pětinásobku. 53 753 vojáků bylo raněno nebo utrpělo jiné trauma, až 415 932 nasazených vojáků v průběhu své služby překonalo chorobu (hepatitidu, tyfus nebo jiné onemocnění). Asi 10 751 mužů bylo v důsledku války zmrzačeno. Sověti také ztratili 451 leteckých prostředků (z toho 333 vrtulníků), 147 tanků a 1 314 obrněných vozů a bojových vozidel pěchoty .
Odhady počtu obětí na afghánské straně se pohybují mezi 670 000 až 2 miliony, z velké většiny civilistů. 5–10 milionů Afghánců uteklo před válkou do sousedního Pákistánu a Íránu (asi třetina předválečné populace). Afghánci tvořili v 80. letech až polovinu světových uprchlíků.
Válka v Afghánistánu narušila uvolňování vztahů mezi Spojenými státy a Sovětským svazem (détente), ke kterému docházelo v průběhu 70. let, a je považována za nebezpečné stádium studené války. Válka značně oslabila sovětské ozbrojené síly a znamenala i výraznou ekonomickou zátěž. V důsledku sovětské intervence několik zemí, v čele s USA, bojkotovalo letní olympijské hry v Moskvě v roce 1980.
Spolu s koncem války a stahováním sovětských vojsk ustala stejně rychle mezi lety 1988 a 1989 i podpora mudžáhedínů ze strany Spojených států. Náhle nastalé „mocenské vakuum“ nad zpustošeným Afghánistánem vyplnily různé jednotlivé (a bohatě vyzbrojené) mudžáhedínské frakce, mezi kterými se následně rozpoutal boj o moc, který trval dalších cca 7 let a mezitím přerostl do rozměrů občanské války. Neutěšená situace v zemi pro tu většinu muslimů-mudžáhedínů, která se po odražení sovětské okupace vrátila k obyčejnému životu, vyústila přibližně v roce 1994 ve vznik Tálibánu a koncem roku 1996, po dobytí Kábulu Tálibánem, ke zformování Severní aliance a zahájení další války.